# 葉山国際カンツリー倶楽部
葉山国際カンツリー倶楽部（はやまこくさいカンツリーくらぶ）は、神奈川県南東、三浦半島中央部にあるゴルフ場である。大楠山付近の葉山町と横須賀市にまたがる山間部にコースが設置されている。所在地は三浦郡葉山町木古庭1043-1。
三浦半島の高台に位置し、東に東京湾・房総半島・アクアライン、西に相模湾・富士山・箱根や伊豆の連山を一望できる絶景地に広がる36ホール。

## コース情報
- 開場日　昭和38年7月26日
- 設計者　安田幸吉・小寺酉二（ダイヤモンドコース）、赤星四郎（エメラルドコース）

- コース
  - ダイヤモンド : アウト Par36 3,129Y、イン Par36 3,184Y
  - エメラルド : アウト Par35 3,018Y、イン Par36 2,875Y
- 休場日：1月1日

## アクセス
車の場合
横浜横須賀道路逗子IC下車、逗葉新道経由
鉄道の場合
横須賀線（JR東日本）逗子駅よりクラブバス運行（逗子駅より所要25分程度）

## コースの設備
エメラルドコースのアウトスタートはスロープカーに乗車することで始まる。
- 同倶楽部のスロープカー